# 24189 Левассерман
24189 Левассерман (24189 Lewasserman) — астероїд головного поясу, відкритий 6 грудня 1999 року.
Тіссеранів параметр щодо Юпітера — 3,633.